# Domácí kapela
Domácí kapela je česká alternativní hudební skupina. Založil ji bubeník a klávesista Jan Brabec po ukončení činnosti kapely The Plastic People of the Universe (PPU), v níž působil v letech 1977 až 1988. První koncert měla až roku 1991. Kapelou prošly přibližně dvě desítky dalších hudebníků, jediným stálým členem vždy zůstával Brabec. Mezi bývalé členy patří například kytarista Josef Karafiát (Garage, později PPU), klávesista Vít Brukner (Národní třída), zpěvačka Michaela Němcová (Půlnoc), baskytarista Miloš Albrecht (Už jsme doma), ale také DJ Deph z hiphopové skupiny Chaozz. Své první album kapela vydala v roce 1992 pod názvem Neděle (vydavatelství Újezd). O čtrnáct let později vyšlo album v reedici se třemi bonusovými písněmi. Druhá deska vyšla roku 1996 pod názvem Jedné noci snil ve vydavatelství Rachot Behémót. Roku 2012 vyšlo album v reedici (Guerilla Records) coby dvojalbum, přičemž druhý disk obsahuje záznam koncertů z let 1994 a 1995. Třetí album kapele vydalo v roce 2008 vydavatelství Guerilla Records pod názvem Krajina mlčí.

## Diskografie
- Neděle (1992; reedice 2006)
- Jedné noci snil (1996; reedice 2012)
- Krajina mlčí (2008)